# Перископ
Перископът е предимно военен уред за наблюдение от прикрита позиция.
Може да се използва като играчка, за наблюдение отвисоко, над препятствия.
Най-опростеният вариант представлява тръба, в която огледала са разположени паралелно едно на друго под ъгъл 45° спрямо оста на тръбата.

## История
Прости перископи, в допълнение с 2 прости лещи, са използвани в окопите по време на Първата световна война. Перископи се използват и при някои куполи или оръдейни кули на бронираните машини.
През Втората световна война разработка на Рудолф Гундлах позволява на танковия командир да получи 360° поглед над бойното поле без да се налага да променя положението си на седалката.

## Устройство
По-сложни варианти на перископа, осигуряващи увеличение благодарение на използваните призми вместо огледала, се използват при подводниците.
Класическото устройство е просто: 2 телескопа, гледащи един към друг. Ако имат различен коефициент на увеличение, разликата между тях дава общото увеличение или намаление на наблюдавания обект.
Перископите позволяват командирите на подводници, потопени на малка дълбочина, да извършват оглед за цели или заплахи по море и въздух.

## Галерия
- Перископ на подводница ПЗНА-10М (СССР), Военноморски музей, Варна
- Zeiss submarine periscope optical design
- Submarine monocular attack periscope
- Окопен перископ от 1915 г.